# ビル&メリンダ・ゲイツ財団
ビル&メリンダ・ゲイツ財団（ビル アンド メリンダ・ゲイツざいだん、Bill & Melinda Gates Foundation; B&MGF）は、マイクロソフト元会長のビル・ゲイツと妻メリンダによって2000年に創設された世界最大の慈善基金団体である。2006年にはウォーレン・バフェットの300億ドルにのぼる寄附により財団の規模が倍増した（後述）。世界における病気・貧困への挑戦を主な目的としているが、特にアメリカ国内においては教育やITに接する機会を提供する活動を行っている。ワシントン州シアトルに本部を置き、ビル・ゲイツ、メリンダ・ゲイツ、ビル・ゲイツ・シニア（ビルの父）の3人の共同議長により運営されている。財団の理事は、主要な寄付者であるゲイツ夫妻とバフェットの3人である。また、マイクロソフトの元幹部ジェフ・レイクス、スーザン・デスモンド・ヘルマンが歴代CEOを務めてきた。2020年2月1日よりマーク・スズマンがCEOである。日本の報道機関はゲイツ財団または、ビル・アンド・メリンダ・ゲイツ財団と表記する。

## 歴史
1996年、ビル・ゲイツが創設したGates Library Foundationが前身である。その後財団はGates Learning Foundationと名前を変え、ビルの父親、ウィリアム・ゲイツ・シニアが創設したWilliam H. Gates Foundationと合併して誕生した。2000年には1.26億ドルの規模だった財団の規模はそれから2年のうちに20億ドルに達した。

### ウォーレン・バフェットによる寄附
2006年6月25日、世界一の投資家と呼ばれ、ゲイツに次いで世界第3位の富豪であったウォーレン・バフェットは、彼の持つ個人資産のうち85%を複数の慈善財団に寄附し、その85%中83%をB&MGFに充てると発表した。この寄附は現金ではなく彼自身が率いる米投資会社バークシャー・ハサウェイのB種株式およそ1,000万株によって行われ、その額は307億ドル（同年6月23日時点での評価額）にのぼる。言うまでもなくこれは史上最大の寄附であり、B&MGFの規模は一挙に倍増した。
なお、この寄附は一度に行われるものではなく、株式の5%ずつが毎年支払われる。また、ゲイツ夫妻が生存しており、財団で活動していること、寄附された額と同額が毎年助成に使われることが条件となっている。
2021年6月23日、バフェットは財団の理事を辞任した。
2010年よりゲイツ夫妻はバフェットとともに「ギビング・プレッジ」と称する寄付推奨活動を開始した。

## 活動概要
2000年の創設以来、「全ての生命の価値は等しい（ALL LIVES HAVE EQUAL VALUE）」との信念のもと、ゲイツ財団は全ての人々が健康で豊かな生活を送るための支援を実施してきている。具体的には、国際開発プログラム、グローバルヘルスプログラム、米国プログラムの3つのプログラムを展開するほか、僅かではあるが慈善支援も実施している。

### 国際開発プログラム
国際開発プログラムは、途上国の人々が飢餓と貧困を克服する機会を与えることを目的としている。農業開発、貧困層への金融サービス、水・衛生整備支援といった、より多くの人々に対して持続可能で成果が上がる支援を中心として、パートナー機関と共に支援を実施している。また、世界の深刻な貧困根絶を促進するため政策アドボカシ―支援も実施している。

### グローバルヘルスプログラム
グローバルヘルスプログラムでは、途上国における主要な疾病に対して科学技術の進歩を活用した革新的な支援を実施することを目指している。発見・普及・政策アドボカシ―を重視し、特にワクチンや医薬品、診断方法の確立と普及を通じた感染症と家族保健の改善を目指している。
直近の活動としては、2011年8月に日本政府との官民パートナーシップのもと、約50億円のパキスタンにおけるポリオ根絶支援を発表した。これは、パキスタン政府によってポリオ根絶事業が一定の成果を出すことができれば、ゲイツ財団がパキスタン政府に代わって日本政府に債務を返済するという「ローン・コンバージョン」と呼ばれる革新的手法を用いたポリオ根絶のための取組で、誰もが願う『ポリオがない世界』を達成するための一助となる。
2010年、ライオンズとライオンズクラブ国際財団（LCIF）は、ビル＆メリンダ・ゲイツ財団よりエチオピア、マダガスカル、マリ、ナイジェリアの特定4地域でのはしか撲滅を支援するための初期交付金を支給された。この試験的取り組みに参加したライオンズは、次の3つの主要分野の活動に的を絞った。
1. 地元、地域および国レベルでの支援活動
2. ソーシャル・マーケティングと社会的動員への直接関与
3. 経済的支援

ライオンズとのはしかイニシアチブ・パートナーによる活動は大成功を収め、上記4か国で予防接種を受けた子供たちの数は4,100万人になった。
ゲイツ財団は、この試験的取り組みの成功と世界中の地域社会でライオンズが果たす役割に鑑み、2011年10月、ライオンズにチャレンジ援助金500万ドルを授与した。はしか撲滅運動に総額1,500万ドルを提供するというもので、ライオンズとLCIFには1,000万ドルの資金援助が求められていた。ライオンズは、2012年10月にこのチャレンジを達成し、2012年に1億5,000万人以上の子供たちにはしかの予防接種を行う支援を行った。
2019年現在では、下水道普及率の低いアフリカの都市で、汲取式トイレの汚水槽をバキュームカーで汲み取り、コレラなどの伝染病のリスクの低減させるプログラムにも貢献している。

### 米国プログラム
米国プログラムでは、全ての米国国民に中等・高等教育の機会を与えることを目的として、高等教育に関係する様々な支援や図書館を通じたパソコンやインターネットの普及、太平洋岸北西部における貧困層に対する支援などをパートナー機関と共に実施している。また、世論の喚起や政策へのインプットなどのためのアドボカシーも実施している。
- 国際開発プログラム
- グローバルヘルスプログラム
- 米国プログラム